# Легенда за завещанието на стария мавър
„Легенда за завещанието на стария мавър“ (на руски: Легенда о завещании мавра) e съветски анимационен филм от 1959 година, заснет от киностудиото Союзмултфилм по мотиви от романа на американския писател Уошингтън Ървинг.

## Сюжет
Внимание:  Текстът по-долу разкрива сюжета на произведението (или части от него)!
Средновековна Испания по време на инквизицията. Засилват се гоненията срещу неверниците – маври и тези, които им помагат.
Веселякът Педро Хил изкарва прехраната си като разносвач на вода, която разкарва със своето магаре Пако и я продава. Една вечер той открива полумъртъв стар мавър. Педро го отвежда в дома си, където той умира оставяйки му в знак на признателност малко ковчеже.
По настояване на уплашената си съпруга Маркита, Педро откарва мъртвото тяло на мавъра извън пределите на града и го погребва. За това обаче разбира живеещият в съседство бръснар и на сутринта разказва всичко на съдията. Той незабавно призовава Педро и съпругата му, и ги обвинява в убийство. Съдията, съветникът му и бръснарят се съгласяват да забравят за случилото се, ако Педро им предаде всичко, което е „откраднал от убития мавър“. Така Педро е принуден да се раздели с ковчежето, в което се оказва, че има само парче пергамент и полуизгоряла свещ.
Поддавайки се на първоначалния пристъп на ярост от находката, съдията решава да освободи Педро и да го проследи. Той му връща ковчежето с цялото му съдържание, но му конфискува магарето. Сега пътят от извора до града става непосилен за нашия герой. В изблик на гняв, Педро хвърля ковчежето на земята, а от там се появява духът на мавъра, който му казва, че на пергамента е написано древно заклинание, с помощта на което може да се намери пещера с несметни богатства. За да попадне там обаче, трябва да запали свещта. Педро открива пещерата и взима малка торба със златни монети и бижута за Маркита.
Бдителният бръснар разбира за неочакваното забогатяване на Педро и отново отива при съдията. За да спаси живота си, Педро се принуждава да заведе съдията и неговите придружители – стражарят и бръснарят-доносник, във вълшебната пещера. Умопомрачени от находката, те се втурват в пещерата, Педро запалва магическата свещ и по този начин ги затваря вътре. Щастливият разносвач на вода се прибира вкъщи заедно с любимото си магаре и купчина злато.

## В ролите
Персонажите във филма са озвучени с гласовете на:
- Леонид Галис, като Педро Хил
- Мария Виноградова, като Маркита
- Сергей Мартинсон, като бръснаря- доносник
- Ераст Гарин, като съдията
- Юрий Левицкий, като мавъра и духа на мавъра

## Интересни факти
Подобен сюжет е използван в приказката на Екатерина Борисова Побързай, докато гори свещта.